# Christoph Volkmar
Christoph Volkmar (* 1977 in Leipzig) ist ein deutscher Historiker, Archivar und Hochschullehrer.

## Leben
Von 2006 bis 2008 war er Referendar für den höheren Archivdienst am Landesarchiv Baden-Württemberg/Archivschule Marburg. Nach der Promotion 2007 zum Dr. phil. durch die Universität Leipzig wurde er 2008 stellvertretender Leiter des Standorts Wernigerode im Landeshauptarchiv Sachsen-Anhalt und 2013 stellvertretender Abteilungsleiter Zentrale Dienste des Landesarchivs Sachsen-Anhalt in Magdeburg. Seit 2016 ist er Leiter des Stadtarchivs Magdeburg. Nach der Habilitation 2017 wurde er Privatdozent für Neuere Geschichte und vergleichende Landesgeschichte und 2023 Honorarprofessor für Frühe Neuzeit an der Universität Leipzig.
Am 24. Februar 2023 wurde er zum Vorsitzenden der Historischen Kommission für Sachsen-Anhalt gewählt.

## Schriften (Auswahl)
- Die Heiligenerhebung Bennos von Meißen (1523/24). Spätmittelalterliche Frömmigkeit, landesherrliche Kirchenpolitik und reformatorische Kritik im albertinischen Sachsen in der frühen Reformationszeit. Münster 2002, ISBN 3-402-03810-2.
- Reform statt Reformation. Die Kirchenpolitik Herzog Georgs von Sachsen, 1488–1525. Tübingen 2008, ISBN 3-16-149409-1.
  - Catholic Reform in the Age of Luther. Duke George of Saxony and the Church, 1488–1525. Leiden 2017, ISBN 90-04-26188-5.
- mit Jörg Brückner und Andreas Erb: Adelsarchive im Landeshauptarchiv Sachsen-Anhalt. Übersicht über die Bestände. Magdeburg 2012, ISBN 978-3-930856-01-5.
- Die Reformation der Junker. Landadel und lutherische Konfessionsbildung im Mittelelberaum. Gütersloh 2019, Gütersloh ²2020, ISBN 978-3-579-05845-0.